# Crivitz
Crivitz – miasto w Niemczech, w kraju związkowym Meklemburgia-Pomorze Przednie, w powiecie Ludwigslust-Parchim, siedziba Związku Gmin Crivitz. Do 31 grudnia 2013 siedziba Związku Gmin Crivitz.
W czasie II wojny światowej znajdował się tutaj obóz z jeńcami rosyjskimi oraz polskimi pracownikami przymusowymi.
1 stycznia 2011 do miasta przyłączono gminę Wessin.

## Toponimia
Nazwa ma źródłosłów słowiański, połabskie *Krivica od przymiotnika *krivy (pol. krzywy). Pochodzenie nazwy trudne do ustalenia, prawdopodobnie odnosiła się ona do położenia pierwotnej osady w miejscu zakrzywienia się gościńca. Forma polska: Krzywice.

## Przyroda
Na terenie Crivitz rośnie wiekowe drzewo – to jesion, o obwodzie pnia 646 cm (w 2006).

## Współpraca
Miejscowości partnerskie:
- Bönningstedt, Szlezwik-Holsztyn
- Crivitz, USA